# Monosiga
Monosiga — рід водних одноклітинних організмів з родини Codonosigidae класу хоанофлагелят (Choanoflagellatea). Містить 19 видів. Живуть у морях та прісних водоймах.

## Розшифровка геному
У 2008 році був повністю розшифрований геном Monosiga brevicollis. У геномі близько 9200 генів, причому присутні 23 гени кадгеринів і низка інших генів, що типові для багатоклітинних тварин, але відсутні у більшості інших груп найпростіших.

## Види
- Monosiga angustata W.S.Kent, 1878
- Monosiga baltica Willén, 2012
- Monosiga brevicollis Ruinen, 1938
- Monosiga brevipes Saville-Kent, 1878
- Monosiga consociata W.S.Kent, 1878
- Monosiga kentii Skvortzov & Noda 1972
- Monosiga lagenula Throndsen, 1969
- Monosiga marina Grøntved, 1952
- Monosiga micropelagica Throndsen 1974
- Monosiga montana Skvortzov & Noda 1972
- Monosiga ovata Kent, 1881
- Monosiga sinuosa Möbius, 1888
- Monosiga skvortzovii D.Bicudo, 1984
- Monosiga subcylindrica Skvortzov & Noda 1972
- Monosiga subfusiformis Skvortzov & Noda 1972
- Monosiga subklebsii Skvortzov & Noda 1972
- Monosiga tubiformis Skvortzov & Noda 1972
- Monosiga varians Skuja, 1948
- Monosiga vitosensis Valkanov, 2015

## Оригінальна публікація
- Kent, W.S. (1880-1881). A manual of the infusoria, including a description of all known flagellate, ciliate, and tentaculiferous protozoa, British and foreign and an account of the organization and affinities of the sponges. Vol. I pp. 289-720. London.,